# Slide guitar

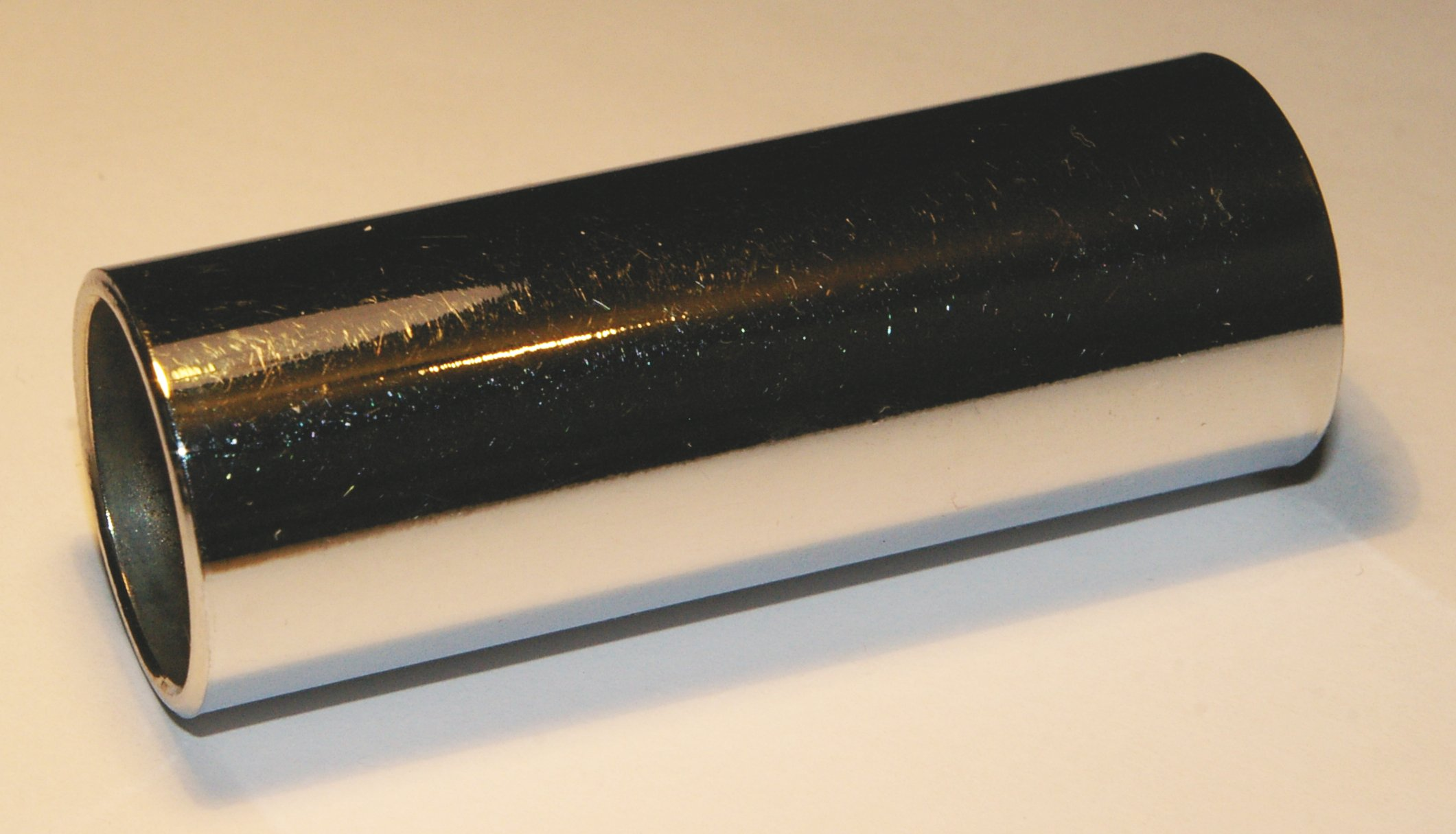
Ocelový slide

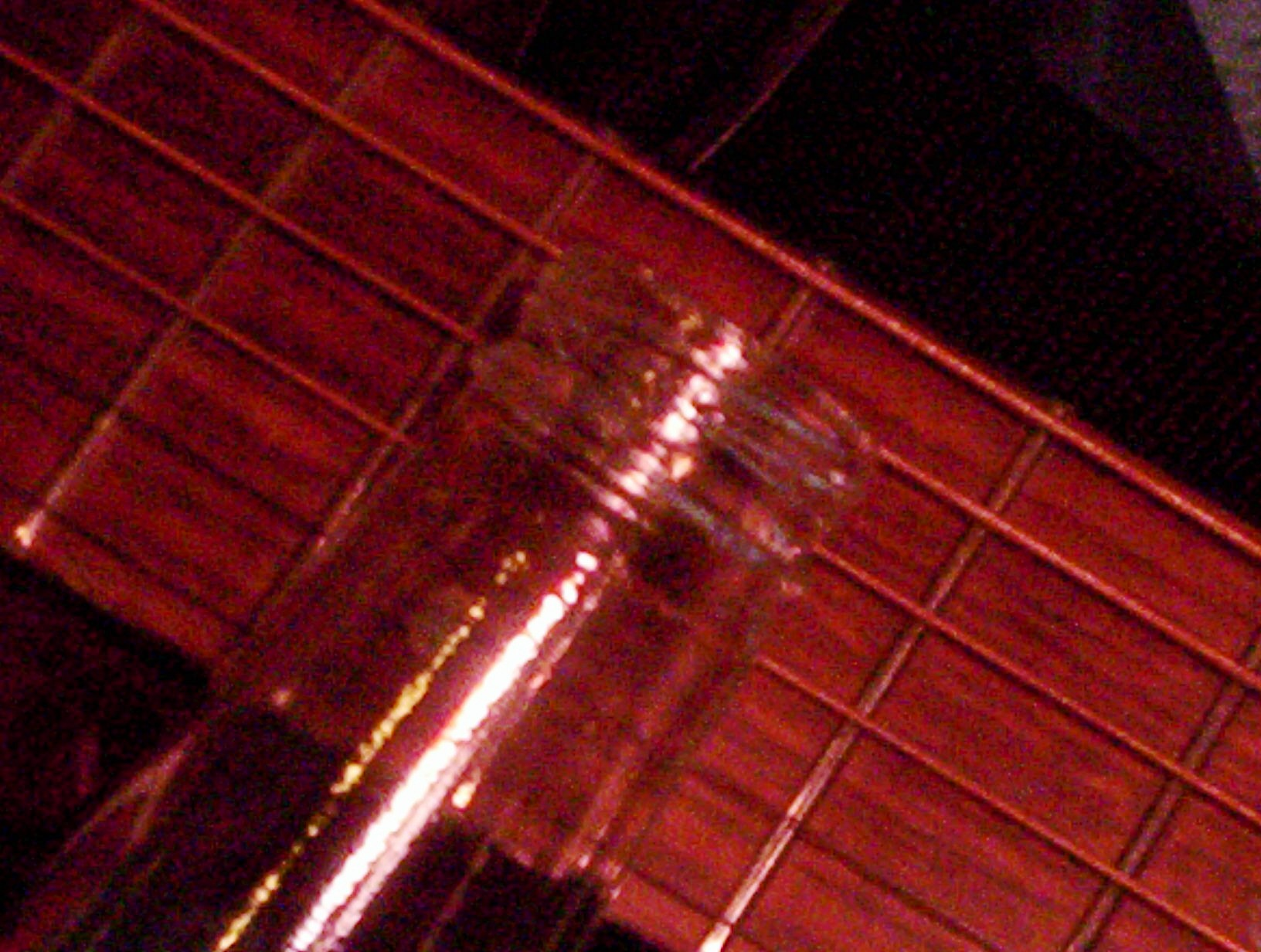
Slide z flašky na akustické kytaře

Slide guitar nebo bottleneck guitar (bottleneck = angl. hrdlo flašky) je osobitý styl hry na kytaru. Odlišnost tohoto způsobu hry spočívá v klouzání (slide) předmětů z různých materiálů po strunách kytary. Nejčastěji se používá tzv. slide, což je předmět ve tvaru trubičky, který se nasadí na prst ruky, která mačká struny. Slide se vyrábí hlavně z kovu (oceli nebo bronzu), ale někteří kytaristé používají výhradně skleněný nebo keramický slide. Při hře pomocí slidu se struny nepřitlačují k pražcům, slide se na nich jen přidržuje a posouvá se po strunách; výsledkem je tak plynulý přechod mezi jednotlivými tóny, který je normálním stylem hry nedosažitelný.
Existuje vícero možných stylů hry technikou slide, ale hlavní rozdíl mezi nimi není ani tak v odlišném výsledku, jako spíš v odlišném stylu hry.
- Když je kytara v normální pozici a na jednom prstu levé (u leváků pravé) ruky (slide je v tomto případě zvaný bottleneck), jedná se o bottleneck kytaru.
- Když je kytara v horizontální poloze, strunami otočená ke kytaristovi a používá se slide zvaný steel, je to steel kytara.

Technika slide se může v podstatě uplatnit při hře na jakoukoliv kytaru, ale kytaristi, kteří preferují tuto techniku většinou upřednostňují kytary přizpůsobené tomuto stylu. Nejčastěji se při technice slide používají:
- železné kytary
- resofonická kytara, tzv. dobro
- lap steel kytara

## Technika
Slide se přitlačí malou silou na struny. Struny se pod tlakem nesmí dotýkat pražců a slide se musí držet rovnoběžně s nimi. Výška tónu se mění pomocí plynulého pohybu slidu po strunách. Takto zaniká omezení na dvanáct tónů v oktávě, protože slide se může držet v libovolné poloze mezi pražci.

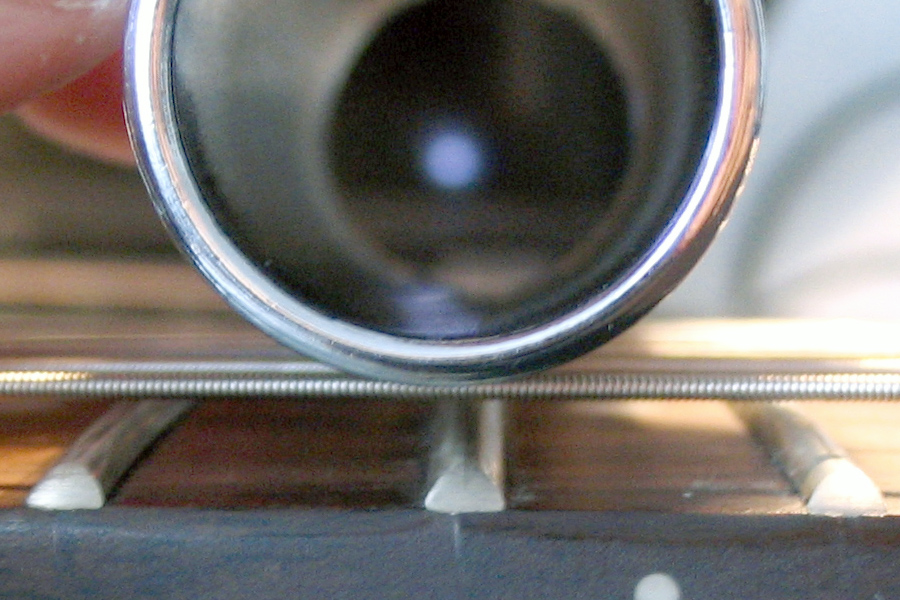
Správné držení, kde není kontakt slidu s hmatníkem
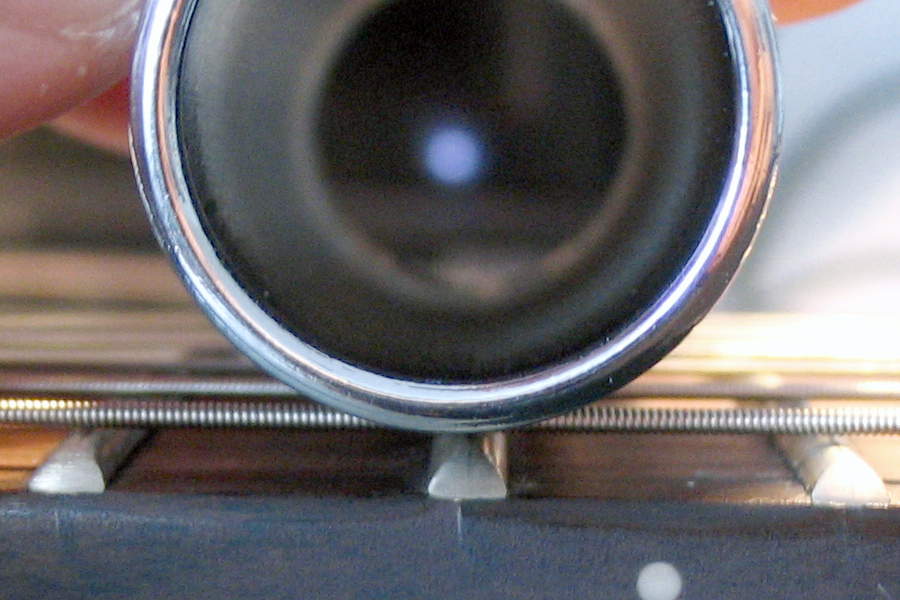
Špatné držení slidu; když se moc tlačí, dojde ke kontaktu hmatníku, strun a slidu, což vyvolá nežádoucí bzučení